# Eerste Mexicaanse Keizerrijk
Het Eerste Mexicaanse Keizerrijk was een keizerrijk dat bestond van 21 juli 1822 tot 19 maart 1823.
Mexico was in 1821 onafhankelijk geworden. In het plan van Iguala was besloten dat Mexico een keizerrijk zou worden. De Mexicanen zochten iemand uit een Europees vorstenhuis voor de troon van Mexico. Omdat ze niemand konden vinden werd besloten onafhankelijkheidsstrijder Agustín de Iturbide tot keizer te kronen. Op 21 juli 1822 werd hij in Mexico-Stad gekroond.
Iturbide werd al snel bekritiseerd, waarna hij het congres sloot. Hierdoor kwam Antonio López de Santa Anna in opstand, die op 1 december 1822 de republiek uitriep. Uit angst voor de opstand riep Iturbide het congres weer bij elkaar, maar het congres besloot dat Iturbide moest aftreden. Kort daarna vluchtte hij naar Italië.
In 1824 werd een nieuwe grondwet opgesteld, die Mexico tot republiek maakte. Iturbide werd als verrader veroordeeld en bij verstek ter dood veroordeeld. Toen Iturbide later weer terugkeerde naar Mexico werd hij alsnog geëxecuteerd.
Van 1864 tot 1867 bestond het Tweede Mexicaanse Keizerrijk